# Rosa Vergés
Rosa Vergés Coma (Barcelona, 22 de febrero de 1955) es directora, realizadora y guionista de cine y televisión. 

## Biografía
Es hija del editor Josep Vergés propietario de la editorial Destino. Se educó en una casa con amplia biblioteca y frecuentada por literatos como Josep Pla o Miguel Delibes. Estudió Historia del Arte en la Universidad de Barcelona (1971- 1976) y amplió su formación en la Sorbona de París donde optó por dedicarse al cine tras la experiencia como actriz en el grupo teatral Dagoll Dagom.
Durante ocho años aprendió el oficio trabajando de script a guionista, y de directora artística a ayudante de dirección en diecisiete filmes, entre los que destacan La muchacha de la bragas de oro, de Vicente Aranda, Lola, La Plaza del Diamante y Angustia, de Bigas Luna. 
Con su primera película Boom Boom, (1990) obtuvo el Premio Goya a la mejor Opera Prima (1991), el Premio Sant Jordi y el Fotogramas de Plata. Algunos críticos la consideraron (junto a Álex de la Iglesia, Chus Gutiérrez, José Luis Guerín y Enrique Urbizu) como "la punta de lanza de un relevo del cine español'".
Ha colaborado con directores como Francesc Rovira Beleta, Vicente Aranda, José Antonio Salgot, Francesc Betriu, Francesc Bellmunt, Agustí Villaronga o Bigas Luna.
Desde 1994, es profesora de dirección cinematográfica en la ESCAC (Escuela Superior de Cine y Audiovisuales de Cataluña), donde fue la madrina de la primera promoción. Es profesora asociada de las Universidades Ramon Llull, Menéndez Pelayo y Pompeu Fabra.
Ha sido vicepresidenta de la Academia de las Ciencias y las Artes Cinematográficas de España (1994-1998) y miembro del Consejo Nacional de la Cultura y las Artes de Cataluña desde su creación en 2009 hasta 2011.
En 2024 recibió el premio Gaudí de Honor-Miquel Porter.

## Filmografía

### Directora / Guionista
- Ferida arrel: Maria-Mercè Marçal  (2012)  Película colectiva.  Corto: La senyoreta Júlia.  Dirección.

- L'eixample Cerdà: Illes en xarxa  (2009) Documental. Dirección y guion. Diagonal TV

- A propósito de Bola de Nieve (2006) Espectáculo de Jordi Sabatés dirigido por Rosa Vergés sobre la figura del pianista y cantante cubano Bola de Nieve.[8]

- Iris (2004) Largometraje. 99' Dirección y guion

- Maresme (2002) TVmovie

- Maca mon amour (2001)  capítulo en la serie de televisión Histórias de Familia. Serie de ficción europea para Arte TV.[9]

- XIV premios Goya (2000) Dirección y coguionista junto a Jaume Figueras. Programa especial TV[10]

- ¿Para que sirve un marido?  ( 1997)  Serie de Televisión.  Dirección 5 episodios

- Un parell d'ous (1985) Largometraje. Coguionista con Francesc Bellmunt

- Tic Tac (1997) Telefilm. Dirección y Guion.  Realizado para TV3

Premios: Mejor película infantil Festival Giffoni (1997), Selección Kinder Film Festival de Berlín (1997), The Chicago International Children's Film Festival (1997) y Premio Ciutat de Barcelona de Audiovisuales (1998)
- Souvenir (1994). Largometraje. Dirección y Guion.  Comedia Romántica.

- Boom Boom (película) (1990) Largometraje. Dirección y Guion.

Premio Goya a la mejor Opera Prima (1991), Àngels Gonyalons su protagonista ganó el Premio Sant Jordi y el Fotogramas de Plata

### Asistente de dirección
- Angustia  (1987)  Director: Bigas Luna

- Lola (1986) Director: Bigas Luna

- La notícia d'ahir (1984) Corto Director Joan Guitart

- La Plaça del diamant (1982) Francesc Betriu

### Productora
- Cariño  (2003) Corto. Dirigido por Elisenda Carod y Jorge Croissier

- Medi ambient  (1981)  Documental. Dirigido por Jordi Bayona